# Le Grand Diable Mammon d'Argent
Le Grand Diable Mammon d'Argent est un roman, d'abord publié en roman-feuilleton, écrit par le critique d'art et écrivain Alain Georges Leduc en 1989.

## Présentation générale
Ce grand diable de Mammon d'Argent assiste à une époque formidable, à cette année 1789 qui va voir disparaître la vieille France de la royauté dans des épisodes à rebondissements que même l'esprit inventif d'un Dumas n'aurait osé imaginer : la réunion des États Généraux, la prise de la Bastille, l'abolition des privilèges, la déclaration des droits de l'homme... autant d'étapes qui marquent le destin du pays et empêcheront de revenir en arrière.
trois personnages vont se lancer dans la tourmente de cette année essentielle : Simon issu d'une famille de paysans du Nord, attiré par l'art et la peinture, Edmond venu d'un pays de viticulture en Guyenne, attiré par les mathématiques et Angela une jeune et belle italienne qui hante la misère de la capitale.
Ce roman-feuilleton aux allures parfois rabelaisiennes, nous promène dans le Paris des débuts de la Révolution, dans les soubresauts de l'Histoire, dans des aventures mêlées de passions guerrières et amoureuses dont Angela est le centre.
Mais sous ces aspects picaresques, il traite aussi des raisons et des enjeux de la Révolution qui est en marche et n'est pas seulement, comme le pensaient naïvement la plupart des royalistes, une énième révolte déclenchée par la faim et la misère.